# 龙子湖体育公园
龙子湖体育公园是安徽省蚌埠市龙子湖西岸桥头公园南侧的一座体育公园，位于环湖西路和惠民路交叉口，占地面积57498平方米。龙子湖体育公园可承接水上运动赛事，是安徽省第十四届运动会赛艇、皮划艇比赛的主场地。

## 主要设施
龙子湖体育公园占地面积57498平方米，其中建筑面积5618平方米，绿地面积18415平方米。主要建筑包括计时计分塔、竞赛综合楼、船库和竞赛码头、露天运动场地等组成。
- 竞赛综合楼（5栋）：环绕于公园中轴的景观广场，建筑呈深褐色并由玻璃幕墙点缀，1-2层不等。主要用于运动员、裁判员、记者休息使用。
- 计时计分塔：地标建筑，位于中轴延长线龙子湖水面中，与湖岸由栈桥相连，高约55米，呈帆船造型。比赛期间用于裁判计时计分，其他时间可供游客登塔揽景。
- 湖岸长堤：总长612米，坝顶绝对高程为19米。
- 竞赛码头和船库：主要用于赛艇、皮划艇及端午龙舟赛使用。
- 露天羽毛球场（6个）
- 露天网球场（4个）
- 露天篮球场（4个）

## 承办赛事
- 2018年安徽省第十四届运动会[2]

## 相关链接
- 蚌埠体育中心
- 禹会区全民健身体育中心
- 龙子湖区全民健身体育中心

## 资料来源
1. ↑  苗成韬. . 蚌埠新闻网. 2018-06-13  [2018-07-24]. （原始内容存档于2018-07-24）.
2. ↑  .   [2018-07-25]. （原始内容存档于2018-07-25）.

32°54′35.00″N 117°23′48.91″E / 32.9097222°N 117.3969194°E